# Kipi (Estland)
Kipi (Duits: Kippi) is een plaats in de Estlandse gemeente Saaremaa, provincie Saaremaa. De plaats heeft de status van dorp (Estisch: küla).
Tot in december 2014 behoorde Kipi tot de gemeente Lümanda, daarna tot in oktober 2017 tot de gemeente Lääne-Saare en sindsdien tot de fusiegemeente Saaremaa.

## Bevolking
Het dorp had 35 inwoners op 31 december 2011 en 25 inwoners op 31 december 2021.

## Geschiedenis
Kipi werd voor het eerst vermeld in 1645 onder de naam Kippi Andreß, een boerderij. Vanaf 1750 viel ze onder het landgoed van Atla. In 1798 werd Kipi onder de naam Kippi vermeld als dorp.
Tussen 1977 en 1997 maakte het buurdorp Koovi deel uit van Kipi.